# Seznam výzbroje pozemních sil Chile
Seznam výzbroje pozemních sil Chile uvádí přehled vybavení pozemních sil Chile.

## Pěchotní zbraně
| Název                      | Fotografie | Původ       | Určení                  | Verze    | Poznámky                     |
| Pistole                    | Pistole    | Pistole     | Pistole                 | Pistole  |                              |
| -------------------------- | ---------- | ----------- | ----------------------- | -------- | ---------------------------- |
| FAMAE FN-750               |            | Chile Česko | poloautomatická pistole |          | Licenční verze CZ 75.        |
| Útočné pušky               |            |             |                         |          |                              |
| IWI Galil ACE              |            | Izrael      | útočná puška            |          | Standardní útočná puška.     |
| M4                         |            | USA         | útočná puška            |          | Ve výzbroji speciálních sil. |
| Samopaly                   |            |             |                         |          |                              |
| Heckler & Koch MP5         |            | Německo     | samopal                 |          | Ve výzbroji speciálních sil. |
| FAMAE SAF                  |            | Chile       | samopal                 |          |                              |
| Odstřelovací pušky         |            |             |                         |          |                              |
| PGM 338                    |            | Francie     | odstřelovací puška      |          |                              |
| SIG Sauer SSG 3000         |            | Švýcarsko   | odstřelovací puška      |          |                              |
| FAMAE FD-2000              |            | Chile       | odstřelovací puška      |          |                              |
| Barrett M82                |            | USA         | velkorážní puška        | M82A1M   |                              |
| Kulomety a granátomety     |            |             |                         |          |                              |
| FN MINIMI                  |            | Belgie      | lehký kulomet           |          |                              |
| MG3                        |            | Německo     | univerzální kulomet     |          |                              |
| M60                        |            | USA         | univerzální kulomet     | M60E4    |                              |
| M2 Browning                |            | USA         | těžký kulomet           |          |                              |
| Mk 19                      |            | USA         | granátomet              |          |                              |
| Pancéřovky                 |            |             |                         |          |                              |
| M72 LAW                    |            | USA         | pancéřovka              | M72A3    |                              |
| AT4                        |            | Švédsko     | pancéřovka              |          |                              |
| Carl Gustav                |            | Švédsko     | pancéřovka / tarasnice  | M2       |                              |
| Protitankové řízené střely |            |             |                         |          |                              |
| Spike                      |            | Izrael      | PTŘS                    | MR/LR/ER |                              |
| Minomety                   |            |             |                         |          |                              |
| Soltam M65                 |            | Izrael      | 120mm minomet           |          |                              |
| Soltam M81                 |            | Izrael      | 81mm minomet            |          |                              |
| M29                        |            | USA         | 81mm minomet            |          |                              |

## Dělostřelectvo
| Zbraňový systém       | Fotografie            | Původ                 | Určení                      | Verze                 | Počet                 | Poznámky              |
| Dělostřelecké systémy | Dělostřelecké systémy | Dělostřelecké systémy | Dělostřelecké systémy       | Dělostřelecké systémy | Dělostřelecké systémy | Dělostřelecké systémy |
| --------------------- | --------------------- | --------------------- | --------------------------- | --------------------- | --------------------- | --------------------- |
| LAR-160               |                       | Izrael                | raketomet                   |                       | 8                     |                       |
| M109                  |                       | USA                   | samohybná kanónová houfnice |                       | 48                    |                       |
| M101                  |                       | USA                   | houfnice                    |                       | 74                    |                       |
| G5                    |                       | Jižní Afrika          | houfnice                    |                       | 28                    |                       |
| OTO Melara Mod 56     |                       | Itálie                | houfnice                    |                       | 54                    |                       |
| Soltam M-71           |                       | Izrael                | houfnice                    |                       | 36                    |                       |

## Protivzdušná obrana
| Zbraňový systém     | Fotografie          | Původ               | Určení                                                      | Verze               | Počet               | Poznámky                     |
| Protivzdušná obrana | Protivzdušná obrana | Protivzdušná obrana | Protivzdušná obrana                                         | Protivzdušná obrana | Protivzdušná obrana | Protivzdušná obrana          |
| ------------------- | ------------------- | ------------------- | ----------------------------------------------------------- | ------------------- | ------------------- | ---------------------------- |
| NASAMS II           |                     | Norsko              | protiletadlový raketový komplet středního až velkého dosahu |                     | 4                   | Dalších 8 systémů objednáno. |
| M1097 Avenger       |                     | USA                 | hybridní protiletadlový komplet                             |                     | 38                  |                              |
| FIM-92 Stinger      |                     | USA                 | MANPADS                                                     |                     | 800                 |                              |
| Mistral             |                     | Francie             | MANPADS                                                     |                     | 750                 |                              |
| M163                |                     | USA                 | samohybný protiletadlový systém                             |                     | 44                  |                              |
| Escorter 35         |                     | Švýcarsko           | protiletadlový kanón                                        |                     | 52                  |                              |

## Obrněná vozidla
| Vozidlo                | Fotografie   | Původ        | Určení                 | Verze        | Počet        | Poznámky     |
| Bojové tanky           | Bojové tanky | Bojové tanky | Bojové tanky           | Bojové tanky | Bojové tanky | Bojové tanky |
| ---------------------- | ------------ | ------------ | ---------------------- | ------------ | ------------ | ------------ |
| Leopard 1              |              | Německo      | hlavní bojový tank     | 1V           | 100          |              |
| Leopard 2              |              | Německo      | hlavní bojový tank     | 2A4          | 170+         |              |
| Obrněné transportéry   |              |              |                        |              |              |              |
| MOWAG Piranha          |              | Švýcarsko    | obrněný transportér    |              | 395          |              |
| M113                   |              | USA          | obrněný transportér    | A1/A2        | 427          |              |
| Bojová vozidla pěchoty |              |              |                        |              |              |              |
| AIFV                   |              | USA          | bojové vozidlo pěchoty |              | 169          |              |
| Marder                 |              | Německo      | bojové vozidlo pěchoty | 1A3          | 280          |              |

## Automobilová technika
| Zbraňový systém      | Fotografie         | Původ              | Určení             | Verze              | Počet              | Poznámky           |
| Terénní automobily   | Terénní automobily | Terénní automobily | Terénní automobily | Terénní automobily | Terénní automobily | Terénní automobily |
| -------------------- | ------------------ | ------------------ | ------------------ | ------------------ | ------------------ | ------------------ |
| Land Rover Defender  |                    | Spojené království | Terénní automobil  |                    | 180                |                    |
| AIL Storm            |                    | Izrael             | Terénní automobil  |                    | 350                |                    |
| HMMWV                |                    | USA                | Terénní automobil  |                    | 500                |                    |
| REO M35              |                    | USA                | nákladní automobil |                    | 150                |                    |
| Mercedes-Benz NG     |                    | Německo            | nákladní automobil |                    | 250                |                    |
| Mercedes-Benz Zetros |                    | Německo            | nákladní automobil |                    | 330                |                    |
| Unimog               |                    | Německo            | nákladní automobil |                    | 300                |                    |